# Estanislao Portales Larraín
Estanislao Portales y Larraín (Santiago, 14 de noviembre de 1764 - Santiago, c. 1830) fue un político y abogado chileno del siglo XIX. 

## Biografía
Era hijo de Diego Portales y Andía-Irarrázabal y de María Teresa de Larraín y Lecaros. Fue bautizado en Santiago el 14 de noviembre de 1764. Logró el título de abogado por la Real Universidad de San Felipe, en 1797. 

### Matrimonio e hijos
Contrajo primeras nupcias con Carmen Ortíz de Zárate y Olmos de Aguilera, sin sucesión, y luego viudo. Se casó nuevamente  en 1796, con Manuela de Larraín y Valdés, su prima hermana y heredera de las capellanías de la hacienda “Aculeo”, con quien tuvo ocho hijos. Estanislao fue suegro, por su hija Josefa, se casó en 1819, con el célebre Ministro de Estado Diego Portales y Palazuelos, Padre de la Patria.
Tuvo dos hijos hombres, el mayor llamado como él Estanislao Portales y Larraín, que contrajo matrimonio con su prima hermana  Josefa Portales y Palazuelos, sin descendencia. El segundo, Ramón Portales y Larraín, casó con  Carmen de la Plaza y Salinas, con descendencia. Además tuvo siete hijas mujeres, todas con descendencia, excepto Josefa Portales y Larraín que no la tuvo de su marido y primo hermano el ministro Diego Portales y Palazuelos.

## Vida pública
Fue capitán del Regimiento de Caballería del Príncipe, de la Guarnición de Santiago. En 1810 tenía bodegas donde se guardaba trigo para exportarlo por vía marítima hacia el Virreinato del Perú.
Decidido patriota partidario de la independencia, participó en el Cabildo Abierto del 18 de septiembre de 1810 y fue miembro del Primer Congreso Nacional el 4 de julio de 1811 y de varias Juntas de Gobierno entre 1811-1813. Con el grado de Coronel, participó de la revolución de independencia combatiendo junto a José Miguel Carrera contra Mariano Osorio. En 1811 firmó el Reglamento para el Arreglo de la Autoridad Ejecutiva Provisoria de Chile.
Durante la Patria Vieja el 27 de agosto de 1813, siendo coronel de milicias, ante la avanzada de las tropas comandadas por Mariano Osorio, da a conocer a la Junta Gubernativa patriota el pensamiento de Bernardo O´Higgins frente a la contingencia: "aplazamiento de todas las discordias y unión estrecha e inmediata de todos los chilenos en la común defensa de la patria".
Firmó la Constitución de la República Chilena, jurada y promulgada el 25 de mayo de 1833, la que rigió el país hasta la Constitución de 1925.
Fue elegido diputado propietario por Petorca, en el Primer Congreso Nacional de 1811, 4 de julio-2 de diciembre de 1811.
Electo diputado suplente por La Ligua, en el II Congreso Nacional, Segundo Periodo Legislativo, 1º de agosto-6 de noviembre de 1829. No tuvo ocasión de reemplazar.
Electo diputado propietario por San Fernando, período 1831-1834; fue diputado reemplazante en la Comisión Permanente de Educación y Beneficencia.
Electo diputado por Rancagua en las Asambleas Provinciales de 1831, Asamblea Provincial de Santiago, 13 de marzo de 1831-marzo de 1833.
Fue elegido senador, período 1834-1837; integró la Comisión Permanente de Hacienda y Comercio, Artes e Industria.
Reelecto senador, período 1837-1846; integró la Comisión Permanente de Hacienda, que pasó luego a llamarse de Hacienda y Artes; y posteriormente integró, la de Educación y Beneficencia. Miembro de la Comisión Conservadora para el receso 1837-1838; 1839-1840 y 1840-1841. 
Entre otras actividades, en 1823 fue nombrado director del Hospital San Francisco de Borja, y más tarde fue el segundo director del cementerio General, entre los años 1832 y 1845. En 1832 fue integrante de la Primera Junta de Beneficencia. En este tiempo tuvo problemas con su suegro,  Diego Portales; ambos fueron socios en algunos negocios agrícolas y por diversas diferencias se separaron.
Dueño de las haciendas Pedernal, El Sobrante, Pedegua, Hierro Viejo y varias pertenencias mineras en Petorca y sus alrededores; de la hacienda Pahuilmo en Mallarauco y de otra hacienda en Maipo, en la ribera sur del río de ese nombre. En Santiago su residencia se encontraba en la calle de Santo Domingo vereda sur, entre las actuales calles de Morandé y Teatinos. Fue la primera casa en Santiago en construirse con ladrillos y de dos pisos, por lo que se la apodaba "la Bastilla". La heredó de su tío Sebastián Lecaros.
Falleció en Santiago y su tumba se encuentra en la esquina nororiente del Patio Histórico del Cementerio General (actual sepultura de la familia Beaumont Portales), junto a su hermano José Santiago y descendientes de ambos.